# Alter Gouverneurspalast von Dili

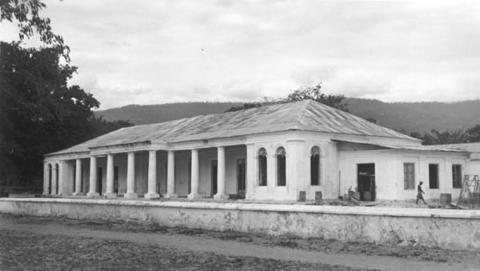
Der Gouverneurspalast zwischen 1930 und 1936

Der Alte Gouverneurspalast von Dili war die Residenz des Gouverneurs von Portugiesisch-Timor in Dili.

## Geschichte

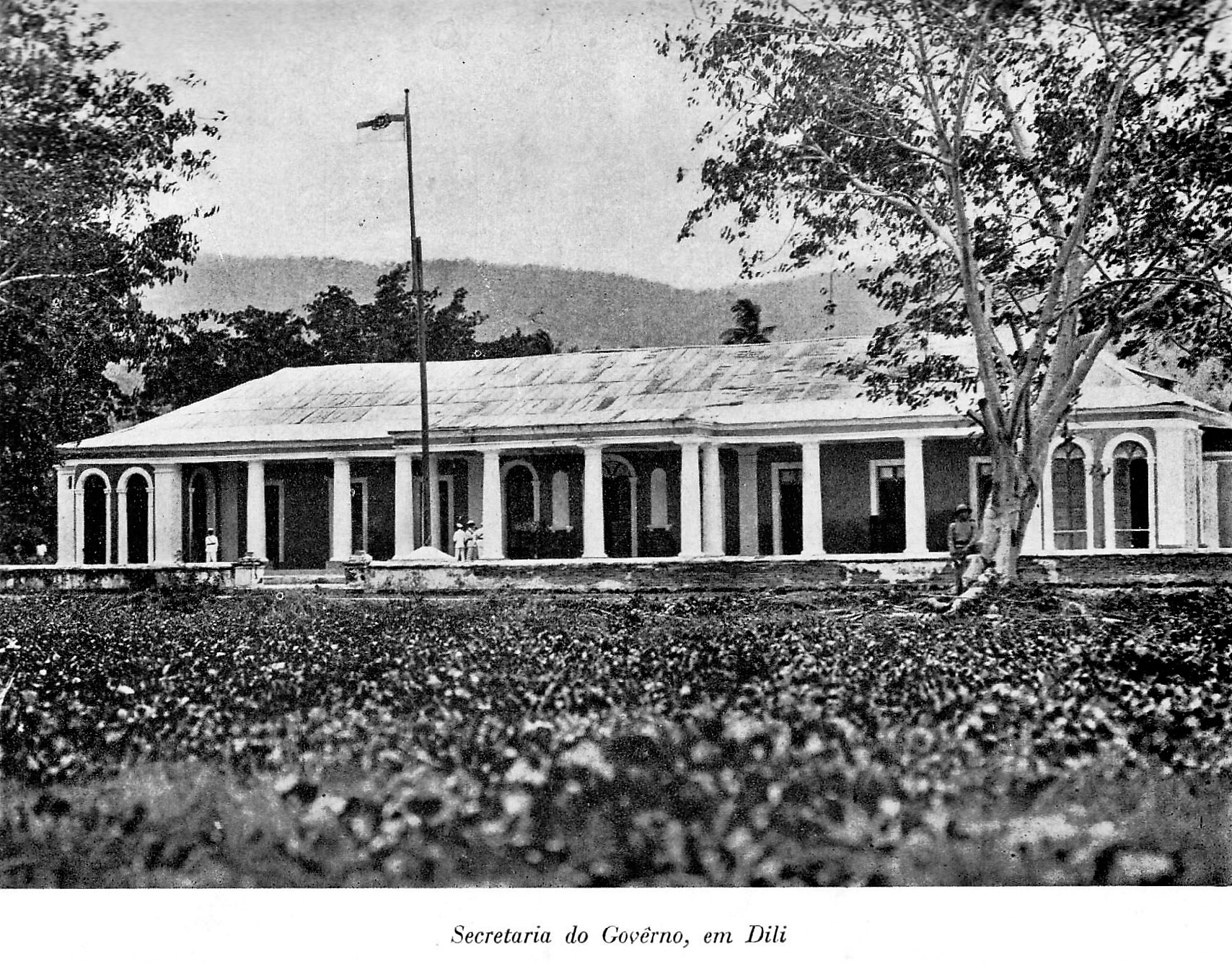
Sekretariat des Gouverneurs in den 1930ern

1866 waren große Teile der kolonialen Hauptstadt Dili niedergebrannt, darunter auch der Gouverneurspalast. Der Wiederaufbau verlief mangels Material und Fachkräfte schleppend; auf einem Stadtplan von 1870 war der Palast noch als Ruine verzeichnet. Erst zwischen 1874 und 1881 entstand der neue Amtssitz nahe dem Hafen von Dili im Stadtviertel Farol. 
Farol war das Wohnviertel der europäischen Bevölkerung, wobei sich der Wohnsitz des Gouverneurs bereits seit 1860 im Palácio de Lahane befand, außerhalb der malariaverseuchten Ebene von Dili. Das einstöckige Gebäude beherbergte noch in den 1940er-Jahren das Büro des Gouverneurs, das Sekretariat und das Direktorat der öffentlichen Verwaltung.
Nach dem Zweiten Weltkrieg (Schlacht um Timor) wurde der Gouverneurspalast abgetragen. In den 1950er-Jahren entstand im Rahmen des Wiederaufbaus weiter östlich der neue Gouverneurspalast. Am Platz des alten Palastes befindet sich heute der Stadtpark Jardim 5 de Maio.

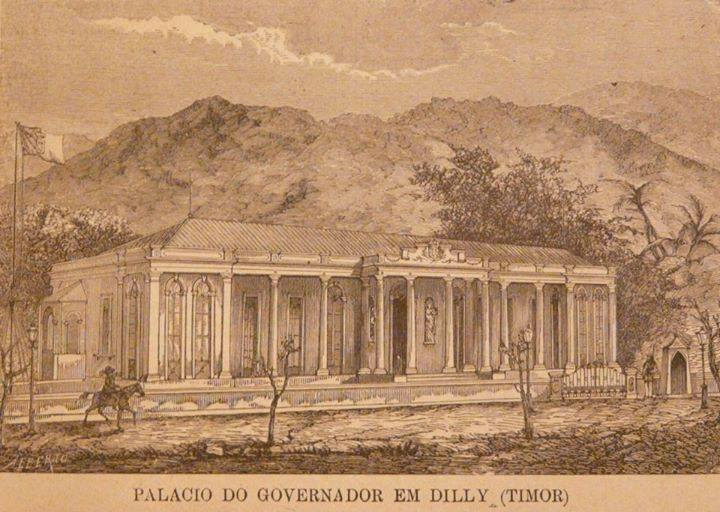
Grafische Darstellung des Palastes, 1885
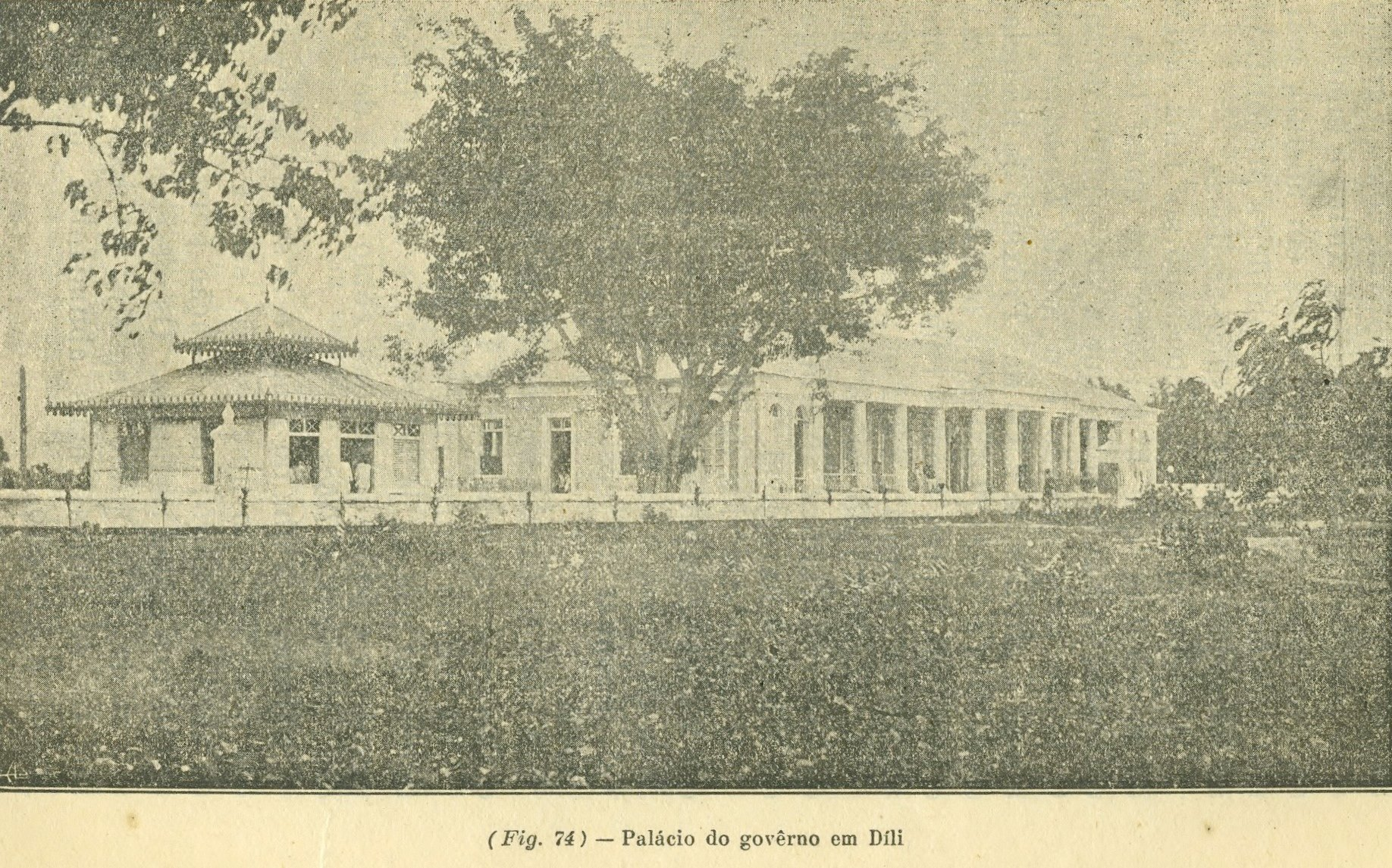
Fotografie Ende des 19. Jahrhunderts